# Пицони
Пѝцони (на италиански: Pizzoni, на местен диалект Pìzzuni, Пицуни) е село и община в Южна Италия, провинция Вибо Валентия, регион Калабрия. Разположено е на 250 m надморска височина. Населението на общината е 1196 души (към 2012 г.).